# Rocha selante
Rocha selante ou selo em uma estrutura sedimentar é uma barreira que impede a migração de hidrocarbonetos das rochas reservatório, favorecendo a sua acumulação. Sua característica principal é sua baixa permeabilidade, ocorrendo superposta ao reservatório. Além da impermeabilidade, a rocha selante deve ser dotada da plasticidade, característica que a capacita a manter sua condição selante mesmo após submetida a esforço determinante de deformações.

## Tipos de rochas selantes
Duas classes de rochas são selantes por excelência: os folhelhos (rochas argilosas laminadas) e os evaporitos (sal). Outros tipos de rochas também podem funcionar como tal, como por exemplo, rochas carbonáticas, rochas ígneas, etc. A eficiência selante de um rocha não depende só de sua espessura, mas também de sua extensão.